# 阿茲拉主戰坦克
阿茲拉主戰坦克（Al-Zarrar）是巴基斯坦研製的主戰坦克。它改良自59式坦克，由塔克西拉重工生產。
進入90年代初，塔克西拉重工開始研究升級外購得來的59式坦克，以因應印度購買的諸多俄式新式戰車和反戰車武器。
該車升級裝備125mm主砲可以發射國際主流尾翼穩定脫殼穿甲彈、高爆彈、雲爆彈等多種彈頭，但是防護力依然不足，所以朝外掛裝甲或重製砲塔方向著手，該國90年代經濟預算並不理想，最後以外掛裝甲定案配合雷射測距儀和煙霧彈系統升級，90年代本車大致已經全面進入現役。
其中過程學習的知識也被用於製造MBT-2000，1997年開始製造50輛樣車，2000年後這款戰車大致成型，2003年後MBT 2000坦克正式列裝。